# Haddadus plicifer
Haddadus plicifer är en groddjursart som först beskrevs av George Albert Boulenger 1888.  Haddadus plicifer ingår i släktet Haddadus och familjen Craugastoridae. IUCN kategoriserar arten globalt som otillräckligt studerad. Inga underarter finns listade i Catalogue of Life.